# Is It Any Wonder?
«Is It Any Wonder?» —en español: "¿Es tan extraño?"— es el segundo sencillo del segundo álbum del grupo británico Keane, Under the Iron Sea. Este sencillo fue publicado a finales de mayo incluyendo 2 temas inéditos en el formato sencillo. La canción fue nominada a los Grammy Awards de 2007 por "Mejor Interpretación Vocal por un dúo o grupo de pop". Alcanzó la tercera ubicación de la lista de sencillos del Reino Unido, siendo junto a Somewhere Only We Know, el mejor desempeño de la banda en dicha lista. La canción es también el primer sencillo de Keane que se distribuyó en México y otros países latinoamericanos. También formó parte de la banda sonora de Madden NFL 07.

## Significado
La canción es acerca de la guerra de Irak:

Es la única canción del disco que más expresa nuestra consternación y confusión acerca de lo que significa ser un ciudadano británico, en términos de lo que nuestra sociedad está contribuyendo al mundo en general”, Rice-Oxley, explica. “Es muy difícil entender por qué Gran Bretaña considera que necesita firmar con George Bush en Irak y los ataques de todo el asunto de Afganistán. Hay un montón de problemas gestándose a lo largo de Irán, y simplemente no sé adónde va a terminar. A nivel personal, para la gente de nuestra edad, es realmente inquietante...

La canción no es un intento de declaración política, sólo trata de ver las cosas desde un nivel personal – lo que se supone que debes creer, lo que es realmente cierto? ¿Cómo se puede averiguar cuál es la verdad, y lo que es lo que hay que hacer? Y hay tantas opiniones diferentes, y se supone que debes tener una opinión sobre lo que su país está haciendo, y sin embargo es tan difícil reunir todos los hechos. Es algo muy doloroso para la gente de nuestra generación tener la sensación de no poder hacer nada al respecto. Supongo que eso era algo que todos estábamos sintiendo muy fuertemente en la canción. Y creo que los sonidos de la canción lo revelan de una manera muy tangible.

## Video musical
Dirigido por Kevin Godley, la historia del vídeo prácticamente no evoluciona durante toda la canción. La cámara se mueve a lo largo de una pista de metal como si se tratase de una montaña rusa. La cámara se ejecuta a través de los carriles hasta el final de la misma, parando de nuevo. La banda se encuentra en el centro de la misma, con Tom también apareciendo en escena. En el "making-of" tras las cámaras del vídeo, Richard que han "hecho algo que nunca antes se había hecho". La edición CD + DVD de Under the Iron Sea incluye el "making of", en el que muestra el proceso de grabación, además del videoclip.

## Lista de canciones
| CD CID934 |                              |          |  |
| N.º       | Título                       | Duración |  |
| 1.        | «Is It Any Wonder?»          | 3:08     |  |
| 2.        | «Let It Slide»               | 4:10     |  |
| 3.        | «He Used to Be a Lovely Boy» | 3:38     |  |

| Disco de Vinilo de 7" IS934 |                     |          |  |
| N.º                         | Título              | Duración |  |
| 1.                          | «Is It Any Wonder?» | 3:08     |  |
| 2.                          | «Let It Slide»      | 4:10     |  |

Está versión también incluía un póster con un dibujo de la tapa del sencillo.
- Let It Slide viene incluida como bonus track solo para Japón en Under The Iron Sea y en la versión iTunes.

| CD Promocional (Tall Paul Club Mixes) |                                           |          |  |
| N.º                                   | Título                                    | Duración |  |
| 1.                                    | «Is It Any Wonder?» (Tall Paul Club Mix)  | 7:55     |  |
| 2.                                    | «Is It Any Wonder?» (Tall Paul Club Edit) | 3:50     |  |

## Posicionamiento en listas
| Lista (2006)                                | Mejor posición |
| ------------------------------------------- | -------------- |
| Alemania (Media Control AG)                 | 61             |
| Austria (Ö3 Austria Top 40)                 | 47             |
| Bélgica (Flandes) (Ultratop 50)             | 38             |
| Bélgica (Valonia) (Ultratip Bubbling Under) | 3              |
| España (Top 100 Canciones)                  | 3              |
| Estados Unidos (Billboard Hot 100)          | 78             |
| Estados Unidos (Adult Top 40)               | 19             |
| Estados Unidos (Hot Dance Club Play)        | 10             |
| Estados Unidos (Modern Rock Tracks)         | 18             |
| Estados Unidos (Pop 100)                    | 63             |
| Francia (SNEP)                              | 72             |
| Irlanda (IRMA)                              | 18             |
| Italia (FIMI)                               | 18             |
| Noruega (VG-lista)                          | 12             |
| Países Bajos (Dutch Top 40)                 | 7              |
| Reino Unido (UK Singles Chart)              | 3              |
| Suiza (Schweizer Hitparade)                 | 28             |